# Puncu (plaats)
Puncu is een bestuurslaag in het regentschap Kediri van de provincie Oost-Java, Indonesië. Puncu telt 7553 inwoners (volkstelling 2010).